# Accident du VSS Enterprise
Le 31 octobre 2014, le VSS Enterprise, un véhicule spatial expérimental de type SpaceShipTwo de la compagnie Virgin Galactic a subi une désintégration en vol et s'est écrasé dans le désert des Mojaves, en Californie (États-Unis), pendant un vol d'essai,. Le copilote, Michael Alsbury, a été tué et le commandant de bord, Peter Siebold (en), a été grièvement blessé.

## L'avion
L'appareil impliqué dans l'accident, le VSS Enterprise, immatriculé N339SS, était l'unique exemplaire du Scaled Composites Model 339 SpaceShipTwo et était réservé aux vols d'essai. Il était le premier exemplaire d'une série de 5 avions SpaceShipTwo prévus par Virgin Galactic. Depuis octobre 2010, le VSS Enterprise a effectué 20 vols captifs en restant accroché à son avion porteur le WhiteKnightTwo, 31 essais en vol plané et 3 vols d'essais motorisés. Il y a eu plusieurs problèmes de performance pendant la phase de développement du moteur en 2012 et 2013,.
Un vol d'essai motorisé du SpaceShipTwo s'est déroulé le 29 avril 2013 avec une durée d'allumage des moteurs de 16 secondes. Le vol prévu devait débuter à l'altitude de 47 000 pieds (14 325,6 m), et atteindre l'altitude maximale de 55 000 pieds (16 764 m) et la vitesse de Mach 1.2 (920 milles par heure (1 481 km/h)).
Afin d'obtenir une autorisation de transport de passagers de la Federal Aviation Administration, l'appareil doit effectuer une série de tests à haute vitesse et à une altitude de 62 milles (100 km). Jusqu'alors, les vols d'essais avaient atteint approximativement une altitude de 13,5 milles (22 km).
Un deuxième véhicule SS2, le VSS Voyager, était en construction en novembre 2014.

## L'accident
Le 31 octobre 2014, le VSS Enterprise s'est écrasé dans le désert des Mojaves à proximité de Cantil en Californie aux États-Unis,,. L'avion effectuait un vol d'essai, son 4e vol d'essai motorisé, à partir de l'Aéroport et port spatial de Mojave. Le VSS Enterprise a été largué par son avion porteur WhiteKnightTwo, le VMS Eve (en). Ce vol d'essai est le premier vol motorisé de l'avion depuis neuf mois et est le premier vol de test d'un nouveau moteur-fusée plus puissant (en) dont le carburant solide est composé de grains de nylon à la place du caoutchouc. Ce vol est le 55e de l'avion et son 35e vol autonome. Le VSS Enterprise est piloté par Peter Siebold (en) et Michael Alsbury,.
Selon le rapport du NTSB, le SpaceShipTwo s'est séparé de son avion porteur et a allumé son moteur fusée normalement. Environ onze secondes plus tard, l'avion s'est violemment désintégré. La dislocation de l'avion a créé un champ de débris de 35 milles (56 km) de long. Des témoins de l'accident ont affirmé avoir vu un parachute avant l'écrasement de l'avion. Le copilote Michael Alsbury a été tué dans l'accident et le commandant de bord Peter Siebold (en) a survécu mais a été grièvement blessé. Il a été transporté à l'Hôpital d'Antelope Valley (en) dans la ville voisine de Lancaster. L'avion porteur, le VMS Eve (en) s'est posé sans incident,.
De nombreuses hypothèses ont été formulées par différents experts de l'industrie, qui pensaient que le nouveau moteur-fusée était en cause dans l'accident du VSS Enterprise. Ces théories ont été invalidées quand le moteur et les réservoirs de carburant de l'avion ont été retrouvés intacts, ce qui démontre qu'il n'y a pas eu d'explosion causée par les composants solides (à base de nylon) ou liquides (protoxyde d'azote) du moteur-fusée.
L'enquête préliminaire et les enregistrements vidéo du poste de pilotage ont rapidement montré que lors de la rentrée atmosphérique le système d'aérofreins de l'appareil s'est déployé trop tôt,. Deux secondes plus tard, alors que le moteur fusée était encore en marche, l'avion s'est désintégré. Le système de freinage est actionné par deux commandes séparées. Le système a été déverrouillé par Michael Alsbury, mais la commande de freinage n'a pas été manœuvrée. Le système de freinage s'est déployé tout seul comme l'indique le NTSB : « cette action seule n'est pas suffisante pour faire pivoter verticalement l'empennage, ». Le système de freinage a été déployé volontairement en vol supersonique lors de vols d'essais précédents. Toutefois ces activations ont eu lieu en atmosphère moins dense à plus haute altitude ou à des vitesses beaucoup plus faibles que lors du vol du 31 octobre.
En considérant que l'erreur de pilotage a été la cause immédiate de l'accident, le responsable du NTSB Christopher Hart a déclaré : « Nous n'écartons aucune hypothèse. Nous travaillons afin de déterminer les causes de cet accident [...] Nous étudions de nombreuses possibilités, entre autres celle de l'erreur de pilotage ».
Cet accident est le premier accident mortel sur une navette spatiale depuis l'accident de la navette spatiale Columbia en 2003. La survie du pilote Peter Siebold (en) est le premier cas dans l'histoire où quelqu'un a survécu à la destruction d'un engin spatial alors que toutes les autres personnes à bord ont été tuées,,. Les enquêteurs essaient de déterminer comment Siebold a pu s'éjecter de l'avion et sauter en parachute depuis une altitude d'environ 50 000 pieds (15 240 m), altitude quasiment dépourvue de tout oxygène. Le 7 novembre, Siebold a déclaré aux enquêteurs que l'avion s'est désintégré tout autour de lui. Il était toujours sanglé à son siège. Il a détaché ses sangles et son parachute s'est ensuite déployé automatiquement. Siebold ne portait pas de combinaison pressurisée pendant ce vol.

## Enquête

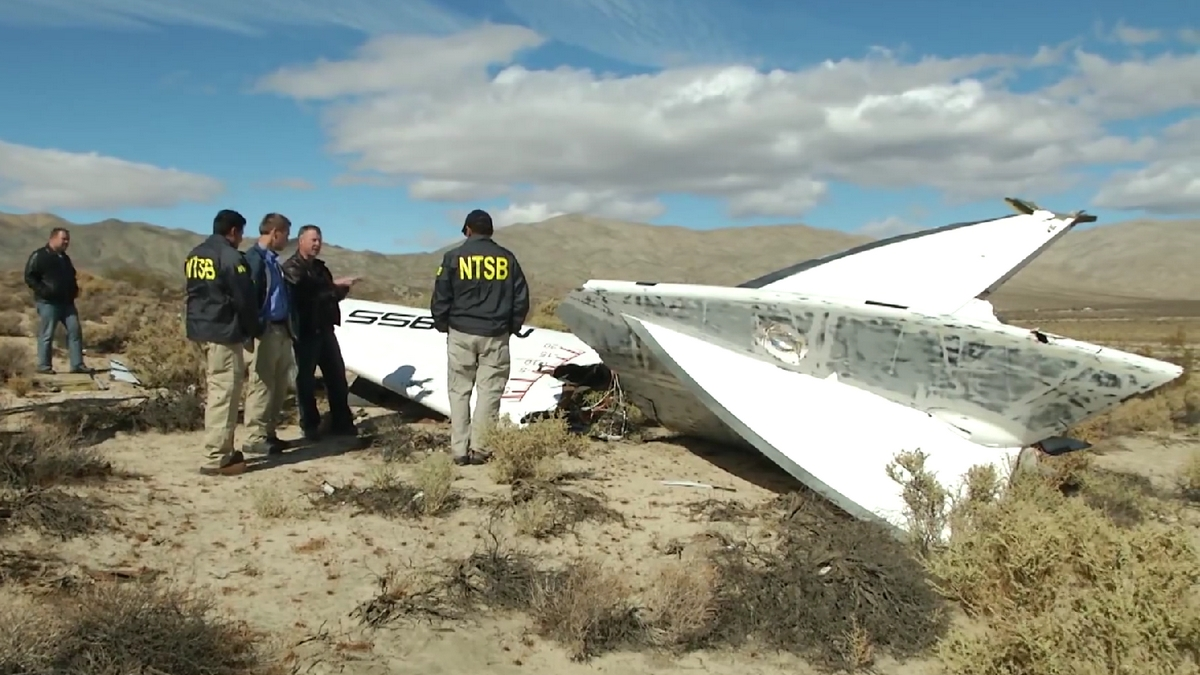
Les enquêteurs du NTSB inspectent une section de l'empennage du VSS Enterprise.

Le Conseil National de la Sécurité des Transports (NTSB) est chargée de l'enquête et envoie une équipe sur les lieux de l'accident le 31 octobre. L'équipe, composée d'une quinzaine de personnes arrive à l'Aéroport et port spatial de Mojave le 1er novembre et commence son enquête le jour même.
Lors d'une conférence de presse qui se déroule le 2 novembre, le responsable du NTSB Christopher Hart déclare que la commande de verrouillage/déverrouillage du système de freinage a été amenée en position « déverrouillée » alors que l'avion volait à une vitesse légèrement supérieure à Mach 1. Le système de freinage de SpaceShipTwo a alors commencé à se déployer bien que cette action n'avait pas été commandée. L'enquête sur site devait prendre de 4 à 7 jours. Le 12 novembre, elle est déclarée terminée et tous les débris de l'appareil sont placés en lieu sûr afin de pouvoir être étudié ultérieurement. Le rapport final devrait être publié un an plus tard.
Pendant une conférence de presse à Washington le 28 juillet 2015,, et par le biais d'articles publiés le même jour, le NTSB cite des mesures de protection inadaptées, un manque d'entrainement des pilotes, un manque de surveillance par les autorités fédérales et l'anxiété du copilote qui n'avait pas volé récemment, comme étant des facteurs importants de l'accident de 2014. L'enquête démontre que le copilote, décédé dans l'accident, a prématurément déverrouillé une partie mobile de l'empennage 10 secondes environ après que le SpaceShipTwo a allumé son moteur fusée et a franchi le mur du son, ce qui a causé la destruction de l'appareil. Toutefois, le NTSB a déterminé que Scaled Composites, la filiale de Northrop Grumman chargée de la conception et des essais du prototype du véhicule de tourisme spatial, n'a pas correctement anticipé une erreur humaine potentielle par un système de garde-fou qui aurait empêché le déploiement prématuré. Un membre du bureau d'enquête, Robert Sumwalt, a déclaré : « Une erreur humaine doit être anticipée ». Néanmoins, Scaled Composites « a mis tous ses œufs dans le même panier en considérant que les pilotes ne commettraient pas d'erreur ».
Le rapport détaillé des derniers instants du vol montre que le système de freinage a été déverrouillé alors que SpaceShipTwo accélérait à l'aide de son moteur fusée depuis la vitesse de Mach 0,80 à 10 h 7 min 42 s, 9 secondes à peu près après avoir été largué par son avion porteur WhiteKnightTwo et environ 14 secondes avant d'atteindre la vitesse de Mach 1,4 qui est la vitesse minimale à laquelle l'empennage doit être déverrouillé. Les télémesures ainsi que les enregistrements audio et vidéo du poste de pilotage confirment que le copilote Michael Alsbury a annoncé « déverrouillage » à Mach 0,80. La désintégration de l'appareil a lieu 4 secondes après. Le système de freinage, conçu par Burt Rutan pour Scaled Composites comme une méthode de rentrée stable pour SpaceShipOne, est prévu pour être activé dans les couches les moins denses de l'atmosphère avant que l'avion n'amorce sa descente. Le système fonctionne en pivotant les deux empennages au-dessus des ailes d'environ 65 degrés. Après la rentrée, les empennages sont ramenés dans leur position initiale pour l'approche et l'atterrissage.
Les enquêteurs concluent que les concepteurs de l'avion spatial n'ont pas pris de mesure de protection contre les erreurs humaines et que le copilote Michael Alsbury a dû avoir été influencé par des contraintes de temps ainsi que par des vibrations et des accélérations fortes, ce qu'il n'avait pas subi depuis son dernier vol d'essai en avril 2013. Cette combinaison « a dû augmenter le stress du copilote ». Le NTSB découvre aussi que pendant les années de conception et d'essais en vol, les ingénieurs de Scaled Composites ont estimé que les erreurs des pilotes ne pourraient se produire qu'à la suite d'une défaillance d'un ou plusieurs systèmes, mais que ces erreurs ne pourraient pas être la cause de ces défaillances. Les membres du NTSB émettent également des critiques envers la FAA qui a autorisé les vols d'essai sans avoir fait suffisamment attention aux facteurs humains et sans avoir apporté l'assistance nécessaire à l'industrie naissante du tourisme spatial. Ils citent aussi des pressions de certains responsables de la FAA afin d'autoriser les vols d'essai, parfois sans comprendre complètement tous les détails ou les problèmes techniques de l'avion spatial.
En accord avec le NTSB, Virgin Galactic a annoncé que le 2e SpaceShipTwo, en cours de finition, a été modifié avec un système de désactivation mécanique qui empêche le verrouillage ou le déverrouillage du système de freinage pendant les phases critiques du vol. Un avertissement expliquant les risques d'un déverrouillage prématuré est ajouté aux listes de vérifications et au manuel de vol et une approche formalisée de la gestion du poste de pilotage est adoptée pour le SpaceShipTwo, à l'image de celle déjà mise en place sur le WhiteKnightTwo. Ces procédures comportent un protocole de recherche de panne et des procédures à répéter à voix haute. Bien que le rapport cite la gestion du poste de pilotage comme l'une des causes de l'accident, Virgin Galactic a déclaré qu'il n'y avait pas de projet de modification du système d'affichage du poste de pilotage.

## Médias
L'accident a fait l'objet d'un épisode dans la série télé Air Crash nommé « Explosion en orbite » (saison 18 - épisode 6).